# Dataware
Dataware je sastavnica informacijskih sustava, obično velikih. U svezi je s organizacija podatkovnih baza i svih ostalih izvora podataka.

## Usporedi
- plati koliko želiš
- darovna ekonomija
- freemium
- freeware
- shareware
- demo
- abandonware
- vaporware
- shovelware (crapware, garbageware)
- adware
- donationware
- otvoreni kod
- nagware
- glossyware
- beerware